# Drljača
Drljača est une localité de Croatie située dans la municipalité de Sunja, comitat de Sisak-Moslavina. Au recensement de 2011, elle comptait 277 habitants.